# 卢松
卢松（義大利語：Luson），是意大利北部波尔扎诺自治省的一个市镇，位于其省会波尔查诺的东北方约40公里处。总面积74平方公里，人口1539人，人口密度20.8人/平方公里（2009年）。ISTAT代码为021044。